# Tempio di Veiove

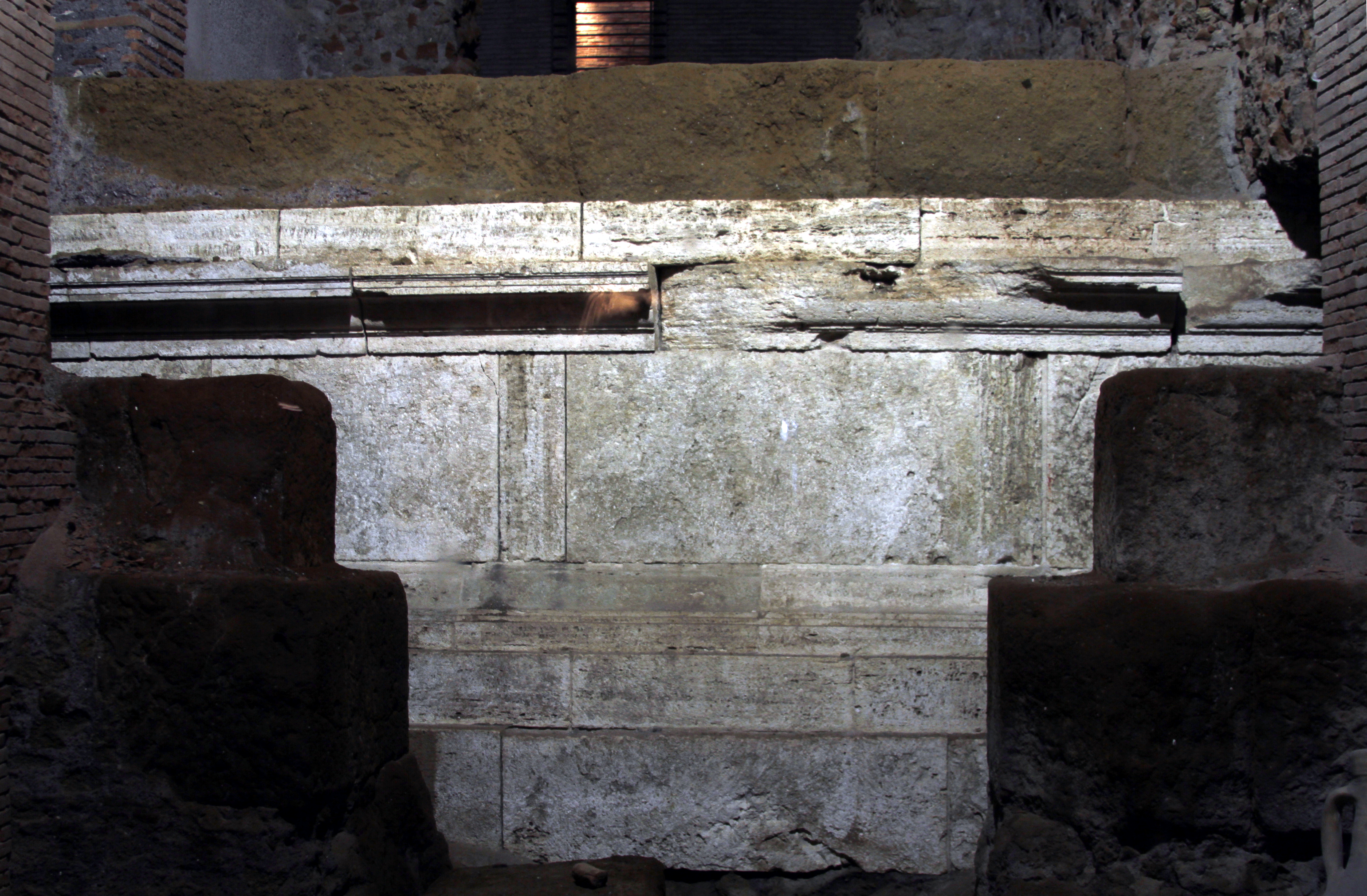
Resti del tempio di Veiove nei sotterranei del Campidoglio

Il tempio di Veiove era un tempio romano situato sul Campidoglio, a Roma.

## Storia

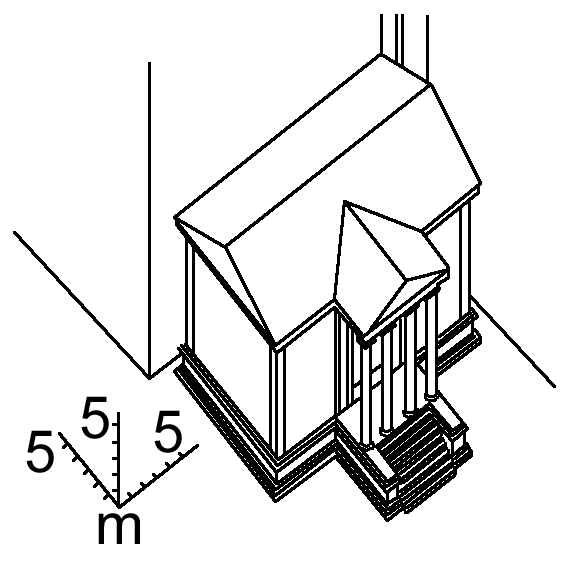
Ricostruzione assonometrica del tempio di Veiove

Il console Lucio Furio Purpureo promise di erigere un tempio dedicato a Veiove nel 200 a.C. durante la Battaglia di Cremona contro i Boi. Diede l'appalto nel 196 a.C. e il tempio venne inaugurato nel 192 a.C. da Quinto Marcio Ralla. Veiove era un dio giovanile infernale italico, protettore della fecondità e del bosco sacro, forse di origine etrusca.
L'edificio era situato nella sella (inter duos lucos) tra le due cime del Mons Capitolinus, ovvero tra lo sperone chiamato Arx, dove era presente il tempio di Giunone Moneta, e il Capitolium, sede del tempio di Giove Ottimo Massimo. Nella stessa area era presente l'Asylum dove, secondo la leggenda, Romolo diede ospitalità ai fuggitivi delle altre città del Lazio, in modo da poter popolare la città che era stata da poco fondata.
La struttura più antica aveva un podio in tufo litoide e una struttura tipica dei templi italici coevi, solo in parte saggiata dagli archeologi.
Attorno al 150 a.C. l'edificio venne radicalmente modificato, creando un insieme piuttosto singolare, con una cella rettangolare preceduta da un piccolo portico con quattro colonne ioniche posto al centro del lato lungo. La tipologia era rara ma non inedita, infatti era stata usata anche nei contemporanei tempio dei Castori al Circo Flaminio e tempio della Concordia nel Foro Romano.
In una terza fase, coincidente con la sistemazione dell'Asylum e la creazione del Tabularium nel 78 a.C., il tempio venne ricostruito completamente, ma la pianta venne sostanzialmente mantenuta uguale. Questa è la forma visibile tutt'oggi. Il Tabularium, per non sacrificare il tempio, presenta una rientranza nell'angolo di sud-ovest.
All'epoca di Domiziano, dopo l'incendio dell'80 d.C., venne restaurata la cella, tramite una copertura a volta e la decorazione in marmi colorati e stucco alle pareti. Risalgono a quest'epoca i mattoni bollati ed anche la nuova statua di culto colossale.

## Gli scavi
I resti del tempio vennero dissotterrati nel dicembre del 1939 sotto la dittatura di Mussolini, durante i lavori di costruzione del corridoio che collega ora Palazzo dei Conservatori e Palazzo Nuovo passando sotto Piazza del Campidoglio. Venne preservato dalla distruzione per il progressivo accumulo delle fondamenta degli edifici che sorsero sul Campidoglio, sino a quando non venne inglobato. Scavato nel 1940-41, la pianta è conosciuta solo in parte. Le rovine sono attualmente visibili nel Tabularium, sotto i Musei Capitolini.
L'edificio venne identificato come tempio di Veiove grazie alle fonti antiche in cui veniva menzionato e per la scoperta della statua di culto all'interno della cella, descritta dagli autori latini come la statua di un uomo senza barba con in mano un fascio di frecce. Questa è ora conservata nella Galleria Lapidaria dei Musei Capitolini, ha una dimensione doppia rispetto ad un normale essere umano ed è acefala. La sua datazione si fa risalire all'epoca di Domiziano (fine del I secolo d.C.).

## Descrizione
La caratteristica principale del tempio è la presenza di una cella più larga che profonda, dovuta probabilmente alla mancanza di spazio, che misura 15 per 8.90 metri. L'alto podio del tempio aveva un nucleo in calce e malta ed era ricoperto con travertino; le modanature sono di tipo ellenistico.
La cella era pavimentata in lithostroton, con lesene agli angoli e in corrispondenza del pronao; contiene ancora una piccola ara in marmo. Le quattro colonne davanti all'ingresso sono in travertino e sono in stile ionico, precedute da una lunga scalinata. L'edificio si affacciava sulla via Sacra, in gran parte conservatasi sino ai giorni nostri.